# アルビオン・パリス
アルビオン・キース・パリス (Albion Keith Parris、1788年1月19日 - 1857年2月11日）は、アメリカ合衆国メイン州の政治家、法学者。

## 略歴
メイン州ヘブロン（当時はマサチューセッツ州）で生まれた。父サミュエルは、マサチューセッツ州出身で、アメリカ独立戦争後の町の最初の入植者の1人である。政治家バージル・デルフィーニ・パリスは従兄弟。1803年にダートマス大学に入学し、1806年に卒業した。後に法律を学び、弁護士となり、1809年にパリで開業した。1810年、ウェルフリートの牧師レビ・ホイットマンの長女サラ・ホイットマンと結婚した。3人の娘と2人の息子がおり、皆彼より長生きした。1811年、オックスフォード郡検察官となった。1813年から1814年にはマサチューセッツ州下院議員、1814年から1816年にはマサチューセッツ州上院議員を務めた。
1815年3月4日からマサチューセッツ州選出民主共和党所属アメリカ合衆国下院議員を務めた。1818年1月27日、 アメリカ合衆国大統領ジェームズ・モンローよりメイン州地区連邦地方裁判所裁判官に指名された。翌日アメリカ合衆国上院の承認を得て、1818年2月3日に議員を辞職した。1819年、メイン州憲法制定会議議員を務めた。1822年1月1日まで裁判官を務め、メイン州知事となり、1827年まで務めた。
1827年3月4日から1828年8月26日までアメリカ合衆国上院議員を務め、その後、メイン州最高司法裁判所裁判官となった。1836年まで務め、財務省次席監査官となり、1850年まで務めた。
1852年、ポートランド市長となった。民主党に所属し、1854年にメイン州知事を目指したが、アンソン・P・モリルに敗れた。晩年、ハイストリート(High Street)教会で熱心に活動し、教会学校教師を務めた。ポートランドで死亡し、ウェスト墓地　(後にエバーグリーン墓地に改葬)に埋葬された。